# Aschahof
Aschahof ist ein Ortsteil des Marktes Winklarn (Verwaltungsgemeinschaft Oberviechtach) im Oberpfälzer Landkreis Schwandorf in Bayern und liegt in der Region Oberpfalz-Nord.

## Geografie
Aschahof liegt zwischen der Ascha und dem 589 m hohen Deimbühl an der Staatsstraße 2152.
Die Ascha bildet in dem flachen Abschnitt zwischen Aschahof und Hundhagermühl mehrere Seitenarme.
Nördlich von Aschahof befindet sich die Flur "Auf der Öd" – eine Senke mit vielen großen und kleinen Weihern.
Sie ist ein typisches Beispiel für mineralischen Nassboden oder Gleiboden, in dem der Grundwasserspiegel 40 bis 80 Zentimeter tief liegt.
Bei diesem Bodentyp folgt auf eine dünne dunkelbraune Oberbodenschicht graue rostfleckige Erde.
Gleichmäßig bläulich-graue Schichten – der eigentliche Glei-Horizont – befinden sich darunter im Bereich des Grundwassers.
Diese Böden tragen mäßig ergiebige Wiesen, durchsetzt mit Sauergräsern, Moosen und Binsen.
Sie sind ausgelaugt und arm an Nährstoffen jeder Art.
Im Frühling ist das ganze Gebiet bedeckt mit leuchtend gelben Sumpfdotterblumen.
Zahlreiche Vögel, Schlangen, Kröten, Frösche, Teichmolche und andere Wildtiere finden hier Zuflucht.
Östlich der Ortschaft Aschahof liegt ein großes Waldgebiet, das Teil des weithin sichtbaren Frauensteins ist. Dessen höchste Erhebung ist der Signalberg (887 m). Auf dem Frauenstein befindet sich auch die Burgruine der Burg Frauenstein (in 835 m Höhe). Aschahof liegt im Naturpark Oberpfälzer Wald, etwa vier Kilometer nördlich vom Kernort Winklarn entfernt.
Die Bundesstraße 22 verläuft südlich in ungefähr vier Kilometer Entfernung, während die östlich verlaufende Grenze zu Tschechien etwa zehn Kilometer weit entfernt ist.
Nachbarorte sind im Norden Buchhof, im Südosten Pondorf
und im Südwesten Aschamühle.

## Geschichte
1801 gehörte Aschahof zur Herrschaft Winklarn und deren Besitzer Adam Anton Bernclo auf Schönreuth bei Kemnath - Neustadt, der die Herrschaft Winklarn 1803 an den königlich bayerischen Generalleutnant Carl Wilhelm Graf von Eckart auf Leonberg verkaufte. 1828 erbte die Tochter des Grafen Eckart, Katharina Eugenie die Herrschaft Winklarn. Sie war verheiratet mit dem französischen General Graf Du Moulin.
1803 wurde das Amt Murach aufgelöst und Aschahof kam mit Winklarn an das Landgericht Neunburg vorm Wald. 1840 entstand das Landgericht Oberviechtach, dem Aschahof nun angehörte.
Zum Stichtag 23. März 1913 (Osterfest) wurde Aschahof als Teil der Pfarrei Winklarn mit 5 Häusern und 33 Einwohnern aufgeführt.
Am 31. Dezember 1990 hatte Aschahof 19 Einwohner und gehörte zur Pfarrei Winklarn.

## Kultur und Sehenswürdigkeiten
An Aschahof vorbei verläuft ein Rad- und Wanderweg, der auf der ehemaligen Eisenbahnlinie von Schönsee nach Nabburg führt.